# Beamerana multipunctata
Beamerana multipunctata är en insektsart som beskrevs av Ruppel 1975. Beamerana multipunctata ingår i släktet Beamerana och familjen dvärgstritar. Inga underarter finns listade i Catalogue of Life.